# Répertoire d'autorité matière encyclopédique et alphabétique unifié
El Répertoire d'autorité matière encyclopédique et alphabétique unifié (Repertori d'Autoritat en Qüestió Enciclopèdica i Alfabètica Unificada, conegut per l'acrònim RAMEAU) és una eina creada per la Direcció de Biblioteques, Museus i Informació Científica i Tècnica (DBMIST), inspirador de la  llista d'autoritats establerta per la Biblioteca de la Universitat Laval a Quebec (RVM), que al seu torn deriva del Library of Congress Subject Headings (LCSH). Aquest directori s'assigna a la BNF per tal d'indexar les col·leccions de les biblioteques públiques. Permet el lector de trobar documents i dur a terme investigacions en un catàleg de biblioteca per temes o àmbits o matèries.
En 1987, la BnF i el Ministeri d'Ensenyament Superior i Recerca s'associaren per gestionar el Rameau de manera comuna.